# Omiostola
Omiostola is een geslacht van vlinders van de familie bladrollers (Tortricidae), uit de onderfamilie Olethreutinae.

## Soorten
- O. adamantea Meyrick, 1922
- O. alphitopa Meyrick, 1922
- O. macrotrachela Meyrick, 1922